# Sara McMann
Sara McMann (* 24. September 1980 in Takoma Park, Maryland) ist eine US-amerikanische olympische Ringerin und MMA-Kämpferin, die in der Ultimate Fighting Championship im Bantamgewicht kämpft. Sie gewann 2004 bei den Olympischen Spielen in Athen eine Silbermedaille in der Gewichtsklasse bis 63 kg Körpergewicht.

## Leben
Sara McMann wuchs in Lock Haven und in Iowa City auf. Ihr älterer Bruder war Ringer und sie fand als Jugendliche ebenfalls Gefallen an diesem Sport. Sie begann damit im Alter von 14 Jahren. Später wurde sie Mitglied des Sunkist Kids Wrestling Club in Scottsdale.
1999 wurde Sara McMann US-amerikanische Juniorenmeisterin und wurde daraufhin zu den Junioren-Weltmeisterschaften nach Budapest entsandt. Sie belegte dort in der Gewichtsklasse bis 58 kg den 6. Platz. Das war der Start zu ihrer internationalen Ringerkarriere. Im Jahre 2000 gewann sie bei den Panamerikanischen Meisterschaften in Cali/Kolumbien in der Gewichtsklasse bis 62 kg mit der Silbermedaille ihre erste Medaille bei internationalen Meisterschaften. Sie startete dann 2000 noch bei zwei Weltmeisterschaften. Zunächst belegte sie bei der Junioren-WM in Nantes den 5. Platz und dann kam sie bei den Weltmeisterschaften in Sofia nicht über den 9. Platz hinaus. Den Titel holte sich dort in ihrer Gewichtsklasse Nikola Hartmann-Dünser aus Österreich.
2001 wurde Sara McMann USA-Meisterin vor Tonya Evinger und Tori Adams. Bei den Panamerikanischen Meisterschaften dieses Jahres in Santo Domingo gewann sie mit dem 3. Platz erneut eine Medaille. Bei den Weltmeisterschaften 2001 in Sofia verlor sie gegen Rena Iwama aus Japan und Meng Lili aus China und kam damit nur auf den 15. Platz. Nach einem weiteren Titelgewinn bei den USA-Meisterschaften, sie besiegte dort im Finale Kristie Marano, schnitt Sara McMann bei den Weltmeisterschaften in Chalkida/Griechenland nach einem Sieg über Yoon So-young, Südkorea und einer Niederlage gegen Kaori Icho aus Japan mit dem 13. Platz kaum besser ab, als 2001.
2003 schlug Sara McMann im Finale der USA-Meisterschaften erneut Kristie Marano. In diesem Jahr gelang ihr dann der internationale Durchbruch, denn anschließend siegte sie bei den Panamerikanischen Spielen in Santo Domingo in der Gewichtsklasse bis 63 kg vor Viola Yanik aus Kanada und Mabel Fonseca Ramirez aus Puerto Rico und holte sich damit ihren ersten internationalen Titel. Auch bei den Weltmeisterschaften 2003 in New York konnte sie überzeugen und sich nach Siegen über Sara Eriksson, Schweden, Kristine Odrina Orbowa, Lettland, Aljona Kartaschowa, Russland und Viola Yanik und einer Niederlage im Endkampf gegen Kaori Icho den Vize-Weltmeistertitel sichern.
Bei den USA-Meisterschaften 2004 verlor Sara McMann im Finale der Gewichtsklasse bis 63 kg gegen Kristie Marano. Sie konnte sich aber bei der US-amerikanischen Olympiaausscheidung (Trials) gegen Alaina Berube durchsetzen und sicherte sich damit die Fahrkarte zu den Olympischen Spielen in Athen. In Athen siegte sie über Meng Lili, Viola Yanik und Stavroula Zygouri, Griechenland, ehe sie im Finale wieder gegen Kaori Icho unterlag. Sie gewann damit aber die olympische Silbermedaille.
2005 konnte Sara McMann bei den USA-Meisterschaften verletzungsbedingt nicht starten. Sie sicherte sich aber bei den WM-Trials mit einem Sieg über Alaina Berube die Fahrkarte zu den Weltmeisterschaften in Budapest. Dort verlor sie gleich im ersten Kampf gegen Kaori Icho, konnte sich aber in der Trostrunde mit Siegen über Helena Alandi, Schweden und Anna Polownewa, Russland, noch eine WM-Bronzemedaille erkämpfen. 2006 wurde sie dann wieder US-amerikanische Meisterin, verlor aber bei den Weltmeisterschaften in Guangzhou schon in ihrem zweiten Kampf gegen Monika Ewa Michalik aus Polen, womit sie ausschied und nur auf den 12. Platz kam.
Bei den US-amerikanischen Meisterschaften 2007 gelang ihr mit einem Sieg im Finale über Randi Miller erneut der Titelgewinn und auch bei den Panamerikanischen Spielen 2007 in Rio de Janeiro hieß die Siegerin in der Gewichtsklasse bis 63 kg Sara McMann. Sie verwies dort Yoselin Rojas Urbina aus Venezuela und Megan Dolan aus Kanada auf die Plätze. Bei den Weltmeisterschaften dieses Jahres in Baku gewann sie mit einer Bronzemedaille hinter Kaori Icho und Jelena Schalygina aus Kasachstan dann eine weitere Medaille.
Im Januar 2008 war Sara McMann beim Mannschafts-Welt-Cup in Taiyuan/China am Start und besiegte dort Mio Nishimaki aus Japan und Julija Ostaptschuk aus der Ukraine. Bei den USA-Meisterschaften dieses Jahres und bei den Trials für die Olympischen Spiele in Peking wurde sie beide Male von Randi Miller auf den 2. Platz verwiesen. Ein Start bei den Olympischen Spielen 2008 in Peking wäre wegen ihrer Schwangerschaft aber sowieso nicht mehr in Frage gekommen.
Ihre Karriere als Ringerin beendete sie vorläufig 2008, weil sie Mutter einer Tochter wurde. Im Dezember 2009 nahm sie aber schon wieder in Fort Lauderdale an den Weltmeisterschaften im NoGi Grappling, einer neuen Ringer-Sportart teil, das Elemente aus dem Sumo mit Elementen aus anderen Kampfsportarten vereint. Sie siegte dort in der Gewichtsklasse bis 63 kg vor ihrer Landsfrau Shayne Baszler und der Kanadierin Sheila Bird. Der sportliche Wert dieses Sieges kann jedoch nicht mit dem Sieg bei der olympischen Sportart Ringen gleichgestellt werden.

## MMA-Karriere
Am 28. Mai 2011 gab McMann ihr Profi-MMA-Debüt bei Universal Cage Combat: Revolution. Sie besiegte Christina Marks durch Aufgabe in der ersten Runde.
Sie bestritt insgesamt 16 Kämpfe für die UFC, von denen sie 11 gewinnen konnte (Stand: Februar 2018).

## Internationale Erfolge
| Jahr | Platz  | Wettbewerb                                                | Gewichtsklasse | Ergebnisse |
| 1999 | 6.     | Junioren-WM in Budapest                                   | bis 58 kg      | Siegerin: Rena Iwama, Japan vor Tatjana Lasarowa, Ukraine |
| 2000 | 1.     | „Dave-Schultz“-Memorial-International in Colorado Springs | bis 62 kg      | vor Cathielee Albert und Toccara Montgomery, beide USA |
| 2000 | 2.     | Panamerikanische Meisterschaften in Cali/Kolumbien        | bis 62 kg      | hinter Unise Hurtada, Venezuela, vor Jaqueline Reynoso, Mexiko |
| 2000 | 4.     | Austrian-Lady-Open in Götzis                              | bis 62 kg      | hinter Nikola Hartmann-Dünser, Österreich, Gudrun Annette Høie, Norwegen und Sara Eriksson, Schweden                                                                                        |
| 2000 | 5.     | Junioren-WM in Nantes                                     | bis 63 kg      | nach Siegen über Lotta Andersson, Schweden und Tara Rose Hedican, Kanada, Niederlagen gegen Ayako Shōda, Japan und Monika Ewa Michalik, Polen und einem Sieg über Audrey Prieto, Frankreich |
| 2000 | 9.     | WM in Sofia                                               | bis 62 kg      | Siegerin: Nikola Hartmann-Dünser vor Rena Iwama und Stephanie Gross, Deutschland |
| 2000 | 1.     | Sunkist-Kids-Intern.-Open in Phoenix (Arizona)            | bis 62 kg      | vor Tonya Evinger und Cathielee Albert, beide USA |
| 2000 | 1.     | Clansman-Open in Coquitlam/Kanada                         | bis 62 kg      | vor Viola Aiken und Emily Richardson, beide Kanada |
| 2001 | 1.     | Manitoba-Open                                             | bis 62 kg      | vor Trish Leibel und Tara Hedicon, beide Kanada |
| 2001 | 1.     | „Dave-Schultz“-Memorial-International in Colorado Springs | bis 62 kg      | vor Sara Eriksson und Lotta Andersson |
| 2001 | 3.     | Panamerikanische Meisterschaften in Santo Domingo         | bis 62 kg      | hinter Mabel Fonseca Ramirez, Puerto Rico und Jaqueline Reynoso |
| 2001 | 1.     | Sunkist-Kids-Intern.-Open in Phoenix (Arizona)            | bis 62 kg      | vor Tonya Evinger, Emily Richardson und Sally Roberts, USA |
| 2001 | 15.    | WM in Sofia                                               | bis 62 kg      | nach Niederlagen gegen Rena Iwama und Meng Lili, China |
| 2002 | 1.     | Klippan-Lady-Open                                         | bis 63 kg      | vor Malgorzata Bassa-Roduska, Polen und Stephanie Gross |
| 2002 | 2.     | „Iwan-Yarigin“-Memorial in Krasnojarsk                    | bis 63 kg      | hinter Darija Nasarowa, Russland, vor Elmira Kurbanowa, Russland |
| 2002 | 13.    | WM in Chalkida/Griechenland                               | bis 63 kg      | nach einem Sieg über Yoon So-young, Südkorea und einer Niederlage gegen Kaori Icho, Japan                                                                                                   |
| 2002 | 1.     | „Henri-Deglane“-Challenge in Nizza                        | bis 63 kg      | vor Elodie Aucaigne und Meryem Selloum, beide Frankreich |
| 2003 | 1.     | „Dave-Schultz“-Memorial-International in Colorado Springs | bis 63 kg      | vor Kristie Marano (Davis), USA, Nikola Hartmann-Dünser und Lotta Andersson |
| 2003 | 1.     | Klippan-Lady-Open                                         | bis 63 kg      | vor Nikola Hartmann-Dünser, Lene Aanes, Norwegen und Lotta Andersson |
| 2003 | 1.     | Panamerikanische Spiele in Santo Domingo                  | bis 63 kg      | vor Viola Yanik, Kanada und Mabel Fonseca Ramirez |
| 2003 | 2.     | WM in New York                                            | bis 63 kg      | nach Siegen über Sara Eriksson, Kristie Odrina Orbowa, Lettland, Aljona Kartaschowa, Russland und Viola Yanik und einer Niederlage gegen Kaori Icho                                         |
| 2003 | 2.     | Welt-Cup in Tokio                                         | bis 63 kg      | hinter Kaori Icho, vor Su Huihua, China und Tara Rose Hedicon |
| 2003 | 1.     | Sunkist-Kids-Intern.-Open in Tempe (Arizona)              | bis 63 kg      | vor Shannon Samler, Kanada und Sally Roberts |
| 2003 | 1.     | New-York-Athletic-Club-Open                               | bis 63 kg      | vor Kaci Lyle, USA und Nikola Hartmann-Dünser |
| 2004 | 1.     | FILA-Test-Turnier in Athen                                | bis 63 kg      | vor Aljona Kartaschowa, Aurora Fajardo Prieto, Spanien und Ludmila Golowchenko, Ukraine |
| 2004 | 1.     | Manitoba-Open                                             | bis 63 kg      | vor Kristie Marano, Lene Aanes und Helen Hennick, Kanada |
| 2004 | 3.     | "Dave-Schultz-Memorial-Intern.                            | bis 63 kg      | hinter Kristie Marano und Lene Aanes |
| 2004 | Silber | OS in Athen                                               | bis 63 kg      | nach Siegen über Meng Lili, Viola Yanik und Stavroula Zygouri, Griechenland und einer Niederlage gegen Kaori Icho                                                                           |
| 2005 | 3.     | WM in Budapest                                            | bis 63 kg      | nach einer Niederlage gegen Kaori Icho und Siegen über Helena Alandi, Schweden und Anna Polownewa, Russland                                                                                 |
| 2006 | 3.     | Welt-Cup in Nagoya                                        | bis 63 kg      | hinter Kaori Icho und Xu Haiyan, China |
| 2006 | 12.    | WM in Guangzhou                                           | bis 63 kg      | nach einem Sieg über Sandra Amado, Kolumbien und einer Niederlage gegen Monika Ewa Michalik                                                                                                 |
| 2007 | 2.     | „Dave-Schultz“-Memorial-Intern. in Colorado Springs       | bis 63 kg      | hinter Randi Miller, USA, vor Anna Polownewa und Aljona Kartaschowa |
| 2007 | 1.     | Klippan-Lady-Open                                         | bis 63 kg      | vor Agoro Papavasileiou, Griechenland, Monika Ewa Michalik und Helena Alandi |
| 2007 | 1.     | Welt-Cup in Krasnojarsk                                   | bis 63 kg      | vor Kei Yamana, Japan, Sun Dongmei, China und Christiane Knittel, Deutschland |
| 2007 | 1.     | Panamerikanische Spiele in Rio de Janeiro                 | bis 63 kg      | vor Yoselin Rojas Urbira, Venezuela und Megan Dolan, Kanada |
| 2007 | 3.     | WM in Baku                                                | bis 63 kg      | hinter Kaori Icho und Jelena Schalygina, Kasachstan, vor Monika Ewa Michalik und Lise Legrand, Frankreich                                                                                   |
| 2009 | 1.     | WM im No-Gi-Grappling in Fort Lauderdale                  | bis 63 kg      | vor Shayne Baszler, USA und Sheila Bird, Kanada |

## USA-Meisterschaften
| Jahr | Platz | Gewichtsklasse | Ergebnisse                                                   |
| 2000 | 1.    | bis 62 kg      |                                                              |
| 2001 | 1.    | bis 62 kg      | vor Tonya Evinger und Tori Adams                             |
| 2002 | 1.    | bis 63 kg      | vor Kristie Marano (Davis), Tori Adams und Grece Magnusson   |
| 2003 | 1.    | bis 63 kg      | vor Kristie Marano, Lauren Lamb und Alaina Berube            |
| 2004 | 2.    | bis 63 kg      | hinter Kristie Marano, vor Alaina Berube und Sally Roberts   |
| 2006 | 1.    | bis 63 kg      | vor Jackie Cataline und Alaina Berube                        |
| 2007 | 1.    | bis 63 kg      | vor Randi Miller, Tori Adams und Vanessa Oswalt              |
| 2008 | 2.    | bis 63 kg      | hinter Randi Miller, vor Alaina Berube und Elena Piroschkowa |

Erläuterungen
- alle Wettbewerbe im freien Stil
- OS = Olympische Spiele, WM = Weltmeisterschaften